# Bank Polskiej Spółdzielczości
Bank Polskiej Spółdzielczości S.A. (BPS) – bank komercyjny z siedzibą w Warszawie, a zarazem  największy bank zrzeszający w Polsce. Wraz z zrzeszonymi bankami spółdzielczymi tworzy Grupę BPS.
W latach 2022–2025 ambasadorem banku był kucharz Tomasz Jakubiak.

## Historia
Bank BPS działa na polskim rynku od 1992 roku – początkowo jako Gospodarczy Bank Południowo-Zachodni S.A. z siedzibą we Wrocławiu. 15 marca 2002 zostało do niego przyłączonych pięć banków regionalnych (Bank Unii Gospodarczej SA, Lubelski Bank Regionalny SA, Małopolski Bank Regionalny SA, Rzeszowski Bank Regionalny SA oraz Warmińsko-Mazurski Bank Regionalny SA), a nazwa zmieniona na Bank Polskiej Spółdzielczości. Centralę Banku przeniesiono do Warszawy.
W 2015 roku Komisja Nadzoru Finansowego zatwierdziła System Ochrony Zrzeszenia BPS. System, poprzez stały monitoring bieżącej sytuacji Banku BPS i zrzeszonych z nim banków spółdzielczych oraz zaplanowane w jego ramach działania prewencyjne i wspomagające, zapewnia wsparcie jego uczestników w zakresie płynności i wypłacalności. Udziela także niezbędnej pomocy w przypadku ewentualnego wystąpienia trudności finansowych w którymkolwiek z banków, uczestników porozumienia.

## Akcjonariat
Głównym akcjonariuszem Banku BPS są zrzeszone banki spółdzielcze, posiadające większość akcji. Pozostałe należą do banków spółdzielczych niezrzeszonych, współpracujących oraz innych polskich i zagranicznych instytucji finansowych.

## Usługi / działalność
Bank BPS, przez sieć swoich placówek, oferuje szeroki zakres usług finansowych dla klientów indywidualnych, korporacyjnych, małych i średnich przedsiębiorstw. Specjalizuje się w obsłudze różnych sektorów gospodarki, w tym samorządów, rolnictwa, przemysłu rolno-spożywczego, handlu, rzemiosła i turystyki. Aby zwiększyć dostępność i wygodę usług dla klientów, bank  inwestuje w nowoczesne technologie informatyczne i rozwiązania cyfrowe.
Bank BPS pełni też funkcję  banku zrzeszającego dla kilkuset banków spółdzielczych, tworząc największe tego typu zrzeszenie w Polsce – Grupę BPS. Świadczy na rzecz tych banków usługi,  jest ich partnerem biznesowym oraz reprezentantem. Zrzeszone banki spółdzielcze są głównymi akcjonariuszami Banku BPS.
Bank BPS stawia na wspieranie lokalnych społeczności oraz rozwój spółdzielczości bankowej. Działa zgodnie z wartościami: 
·      doskonalenie, 
·      odpowiedzialność,
·      otwartość, 
·      praktyczność,
·      współpraca.
Angażuje się w różnorodne inicjatywy społeczne, edukacyjne i ekologiczne, wspierając rozwój lokalnych społeczności i ochronę środowiska.
Bank BPS jest członkiem Związku Banków Polskich oraz Krajowego Związku Banków Spółdzielczych.

## Grupa kapitałowa BPS
W skład grupy kapitałowej BPS wchodzą m.in. zależne spółki produktowe oferujące specjalistyczne produkty i usługi okołobankowe dla klientów Grupy BPS:
·    BPS Leasing i Faktoring
·    BPS TFI.